# 施設系技官
施設系技官（しせつけいぎかん）は、日本の国立大学等の公的研究教育機関において、実験研究施設の建造物、電気設備、空調給排水設備など基盤設備の管理を司る技官（技術職員）のことである。
国立大学等の公的研究教育機関にいる技官は、施設系技官と教室系技官（実験装置の操作や整備、実験で用いる薬品、器具類の管理を司る技官）に区分される。
全国国立大学の施設系技官を統括するのは、文部科学省文教施設企画部である。